# Geographie Islands

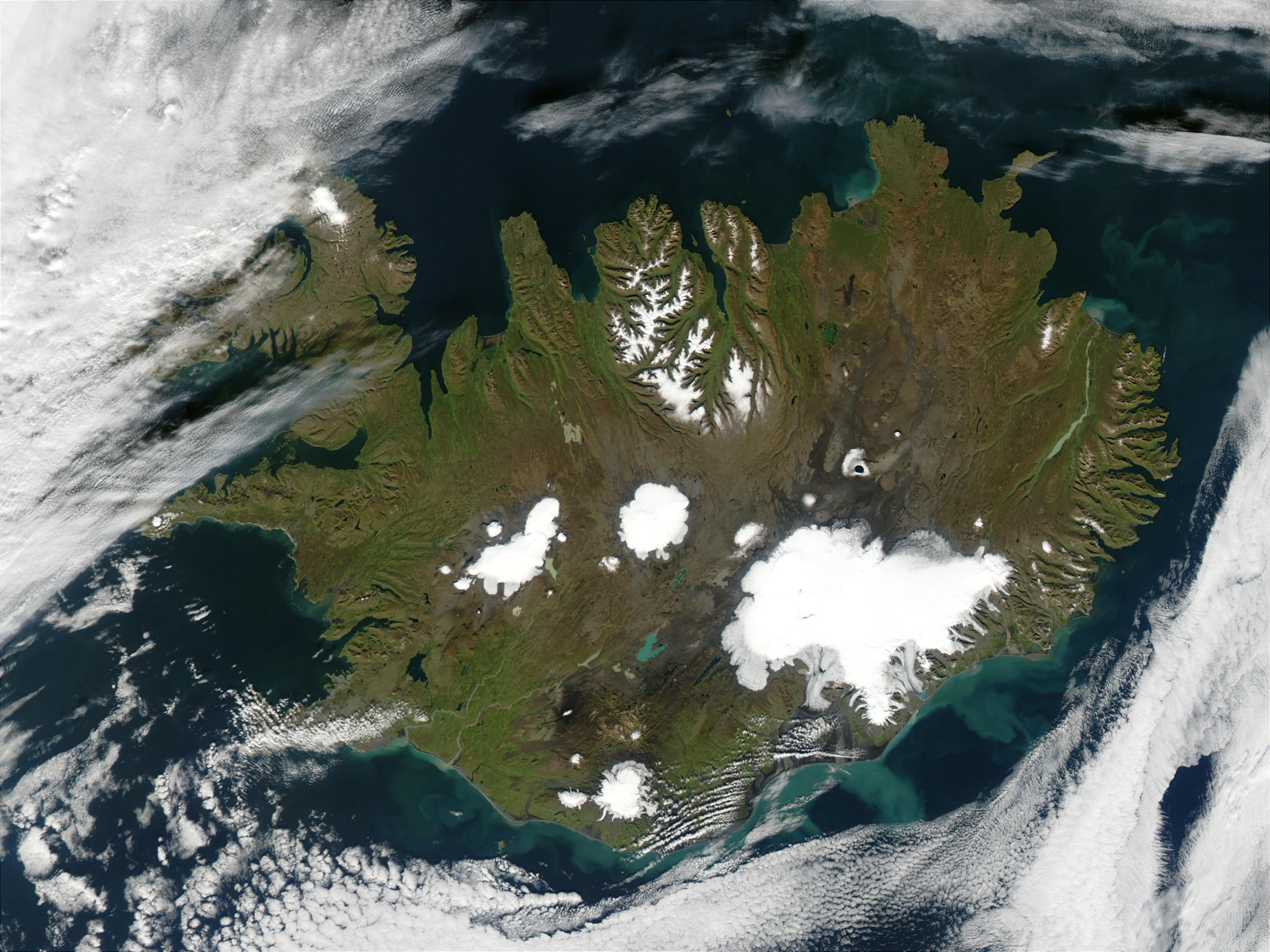
Island im September

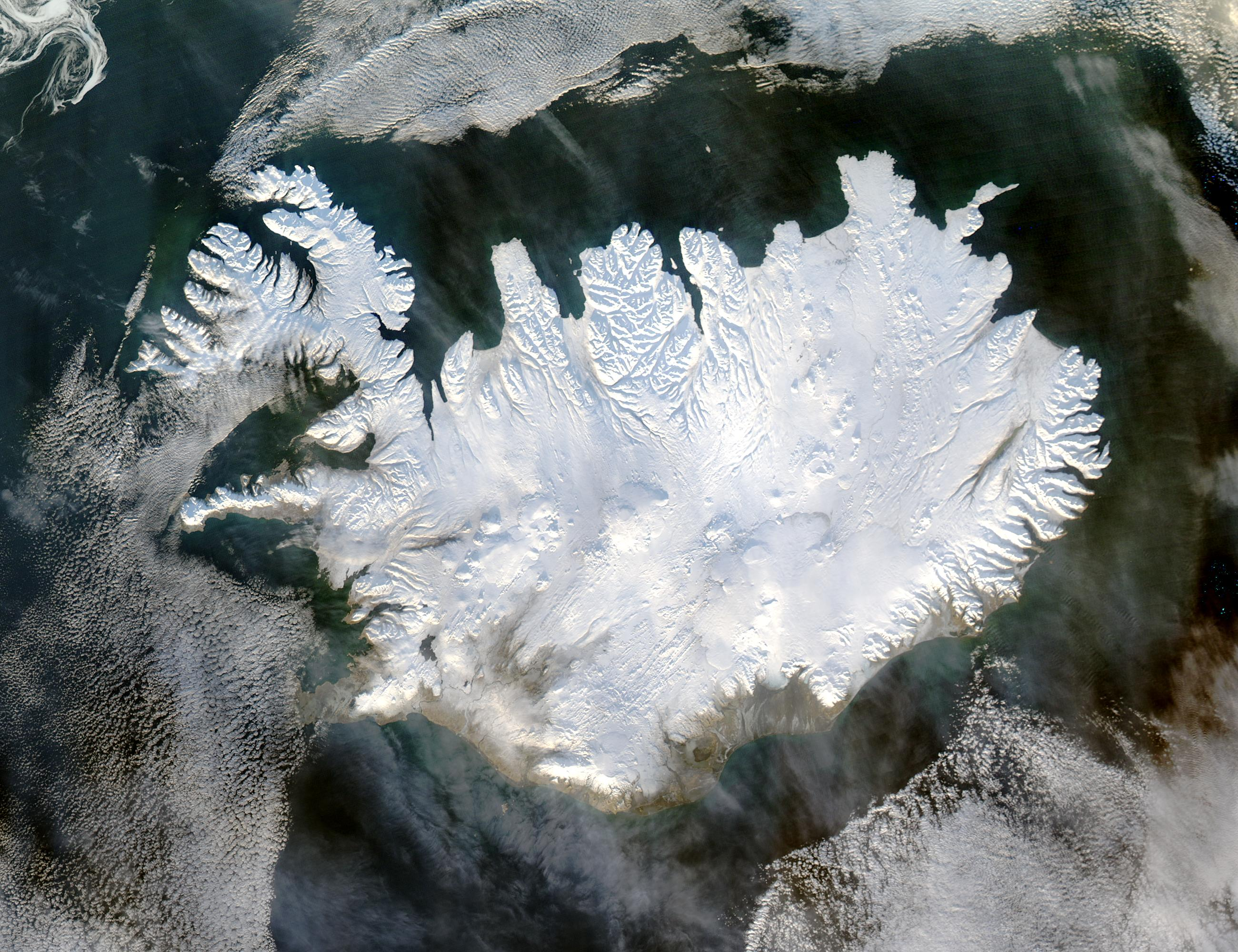
Island im Winter

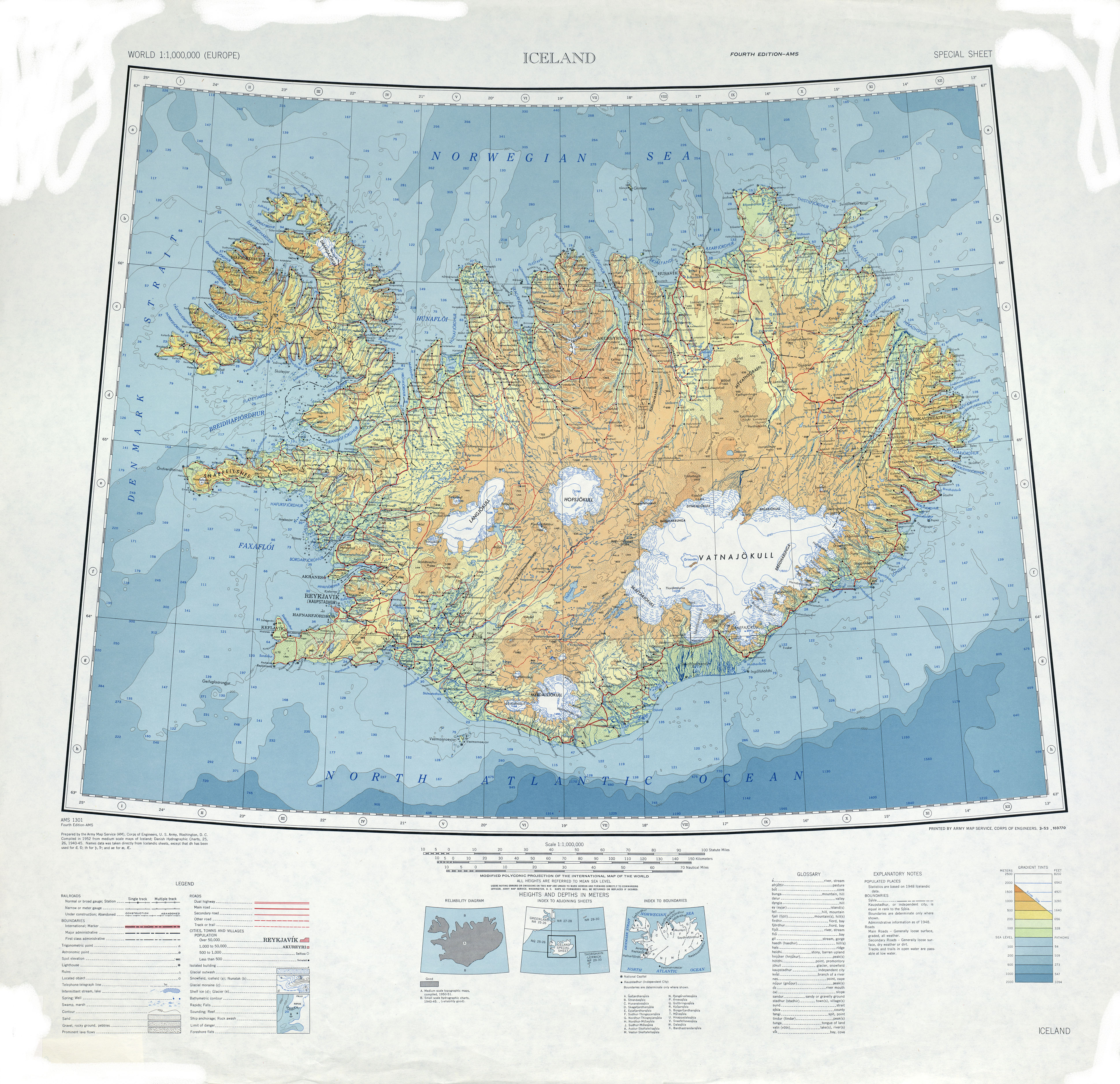
Topographische Karte

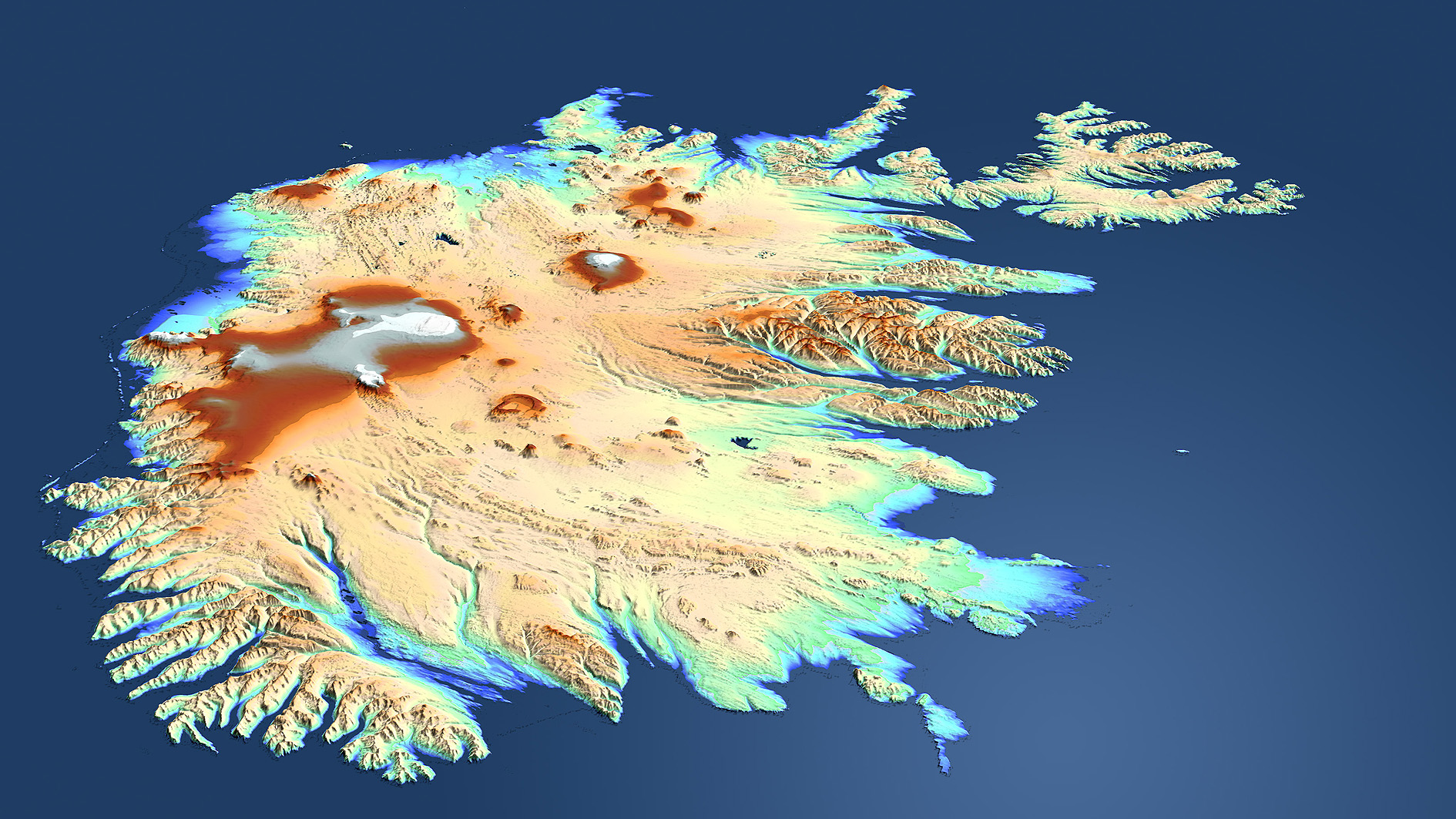
Exaktes Höhenmodell Islands

Island ist eine große Insel im Nordatlantik. Sie liegt auf dem Reykjanesrücken genannten, nordöstlichen Teil des Mittelatlantischen Rückens und übersteigt als einziger größerer Teil dieses Meeresrückens den Meeresspiegel.
Die Insel befindet sich knapp südlich des Nördlichen Polarkreises etwa 250 km südöstlich von Grönland. Die Fläche der Insel beträgt 103.125 km², davon Landfläche 100.329 km², Wasserfläche 2.796 km².
Der höchste Punkt der Insel ist der Hvannadalshnúkur mit 2110 m. Die längsten Flüsse sind die Þjórsá mit 230 km und die Jökulsá á Fjöllum mit 206 km.

## Geologie
Island ist aus geologischer Sicht eines der interessantesten Gebiete der Erde, da auf der Insel mehrere geologische Phänomene gleichzeitig und sich gegenseitig beeinflussend auftreten und sie damit ein einzigartiges Forschungsgebiet für vulkanische plattentektonische Vorgänge bietet.

### Plattentektonik

#### Der Mittelatlantische Rücken

Die heutzutage vulkanisch aktive Zone, gleichzeitig Plattengrenze

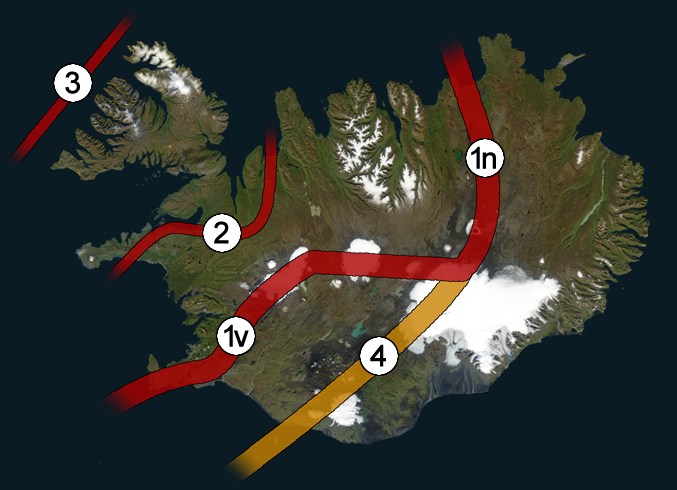
Derzeitige und frühere Riftzonen von Island. 1v: Westliche Riftzone, 1n: Nördliche Riftzone, 2: die ehemalige Snæfellsnes-Skagi-Riftzone, 3: die ehemalige Westfjorde-Riftzone, 4: Östliche Vulkanzone – höchstwahrscheinlich eine zukünftige Riftzone.

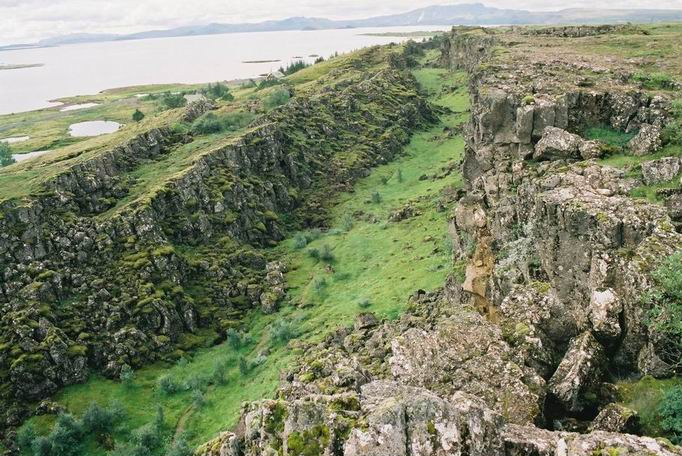
Rift (Almannagjá in Þingvellir)

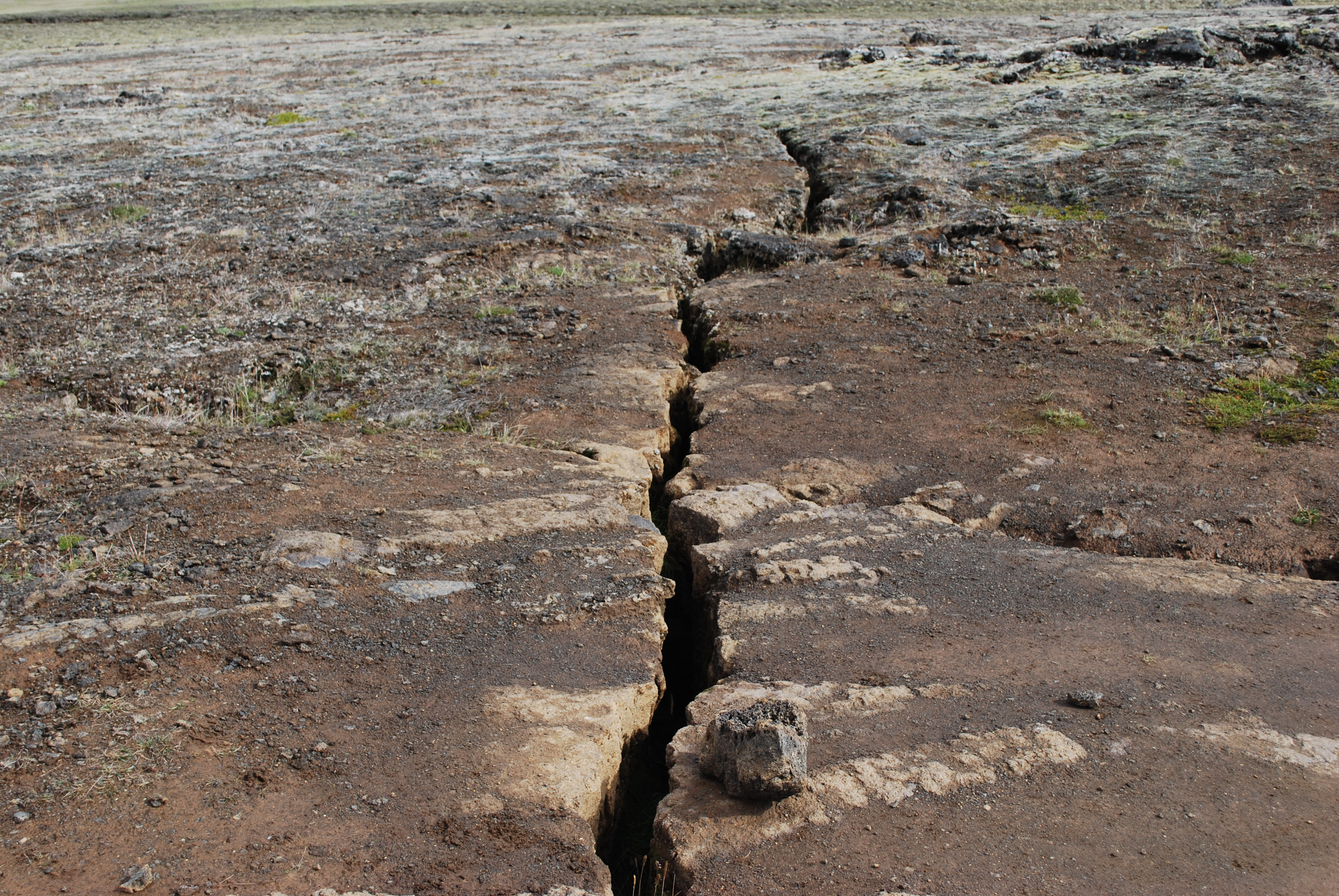
Erdbebenspalten beim Mývatn in Nordisland

Island ist mit einem Alter von ca. 17 bis 20 Millionen Jahren vergleichsweise jung. Dies ist durch die Lage auf dem Mittelatlantischen Rücken bedingt.
Mittelozeanische Rücken (kurz: MOR), zu denen auch der Mittelatlantische Rücken zählt, sind Orte, an denen sich der Ozeanboden regelmäßig erneuert. Durch Konvektionsvorgänge in der Asthenosphäre entsteht eine divergente Krafteinwirkung auf den Ozeanboden, in dessen Folge er „aufreißt“ und der entstandene Riss durch nachfließendes Magma ausgefüllt wird (so genanntes „sea-floor-spreading“). Hierbei entsteht mit der Zeit ein unterseeisches Gebirge.
Dieses Phänomen wurde durch magnetische Messungen bestätigt, welche vom MOR ausgehende, parallel zu diesem ausgerichtete und beidseitig weitgehend symmetrische Streifen Ozeanbodens mit wechselnder Polarität erkennen ließen.
Diese abwechselnd invers und normal ausgerichtete Polarität des Bodens rührt vom Phänomen des Polsprunges her, durch welchen ca. alle 500 Tausend bis 750 Tausend Jahre die Polarität des Erdmagnetfeldes vertauscht wird. Die genauen Ursachen, welche zum Polsprung führen sind noch nicht erforscht.
Das aus oben genannten Gründen regelmäßig geförderte basaltische Magma enthält Mineralpartikel, die beim Erkalten zu Laven in ihrer magnetischen Ausrichtung das jeweilige Erdmagnetfeld abbilden. Beim schnellen Abkühlen durch den Kontakt des Magmas mit Wasser entstehen auffällige Formen wie beispielsweise Kissenlaven und Lavaröhren.
Aus den erwähnten Prozessen folgt, dass das Alter des Ozeanbodens mit zunehmender Nähe zum MOR abnimmt.
Die gleiche chronologische und magnetische Struktur des Bodens ist auch auf Island festzustellen, das heißt, Island ist ein Teil des Mittelatlantischen Rückens, welcher die Plattengrenze der Eurasischen mit der Nordamerikanischen Platte darstellt. Die in der Mitte eines MOR auftretende Kamm – oder Zentralspalte (auch „rift“ genannt) ist auf Island teilweise auch an Land zu sehen, beispielsweise im Þingvellir-Nationalpark, wo sie mit der Almannagjá sogar eine Art natürliches Amphitheater geschaffen hat. Auch die wechselnde Polarität des Bodens ist teilweise schon mit einem einfachen Kompass feststellbar.
Im Gegensatz zu beispielsweise Madagaskar, einem so genannten „Mikrokontinent“, ist Island also nicht aus kontinentalem Krustenmaterial, sondern rein ozeanischen Ursprunges. Dies zeigt sich auch in der petrologischen Zusammensetzung des Inselgesteins, welches hauptsächlich aus Basalten besteht. Die aufdringenden Magmen sind meist mafisch bis intermediär mit einem SiO2-Gehalt von 40 bis 65 %.
Das Alter der Gesteine ist dem Verlauf des Mittelatlantischen Rückens folgend von West nach Ost gegliedert:
Das Gebiet des westlichen und nordwestlichen Teils der Insel besteht aus tertiären Basaltformationen und ist größtenteils älter als 3 Millionen Jahre. Eine Ausnahme bildet Snæfellsnes, wo die vulkanische Aktivität vor 7 Millionen Jahren erst stoppte, dann aber vor 2 Millionen Jahren erneut einsetzte. Die letzten Ausbrüche fanden in diesem Gebiet zur Landnahmezeit um 900 statt (im Hnappadalur). Es gibt dort immer noch drei aktive Vulkansysteme.
Daran schließen sich östlich mit ca. 700 Tausend bis 3 Millionen Jahren die altpleistozänen Gesteine der erloschenen Vulkanzone an. Die Gesteine des vulkanisch aktiven Mittelatlantischen Rückens sind jünger als 700 Tausend Jahre und erneuern sich laufend. Östlich der vulkanisch aktiven Zone befindet sich der östliche Teil der erloschenen Vulkanzone, auch „Graue Basaltformation“ genannt. Daran anschließend existiert wieder ein tertiärer Bereich, jedoch in geringerer Ausdehnung als im Westen der Insel.
Aufgrund der stetigen vulkanischen Aktivität infolge der Spreizungstendenzen des Mittelatlantischen Rückens wächst Island um ca. 2 cm pro Jahr in Ost-West-Richtung. Das Wachstum in westlicher Richtung ist jedoch deutlich stärker als das nach Osten gerichtete.

#### Der Island-Plume

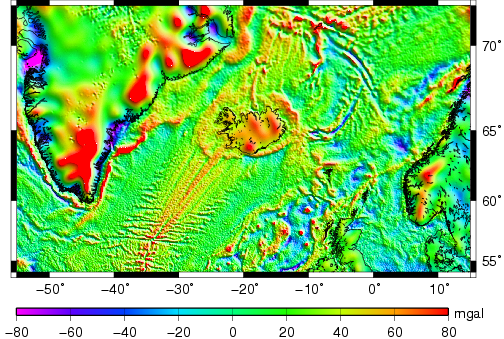
Freiluft-Schwereanomalien im Nordatlantik um Island. Zur besseren Darstellung ist die Farbskala auf Anomalien bis +80 mgal beschränkt.

Tatsächlich gibt es nur wenige Inseln, die Teil des 15.000 km langen Mittelatlantischen Rückens sind: die Azoren, die Inseln St. Peter und St. Paul, Ascension, Tristan da Cunha, die Gough- und Bouvet-Insel und im Norden von Island Jan Mayen. Island ist jedoch die flächenbezogen mit Abstand größte Erhebung eines MOR weltweit.
Diese außergewöhnliche Stellung Islands wird durch den so genannten Island-Plume (auch: Manteldiapir) erklärt. Dies ist eine besonders starke und heiße Konvektionsströmung in der Asthenosphäre unterhalb der Insel. Sein Ursprung liegt vermutlich an der Grenze zwischen Erdkern und Erdmantel in ca. 2880 km Tiefe. Er existiert jedoch schon deutlich länger als Island, es wird vermutet, dass der Plume während der Öffnung des Nordatlantiks vor ca. 60 Millionen Jahren gegen Ende des Paläozäns unter Grönland entstand. Dieser Mantel-Diapir führt in der Region um Island durch seine aufstrebenden Kräfte zu einer Anhebung des umgebenden Ozeanbodens und somit zu einer Erhebung der Insel über den Meeresspiegel. Außerdem kommt es infolge des heißeren und stärkeren Magmastromes zu einer erhöhten vulkanischen Aktivität, welche das Wachstum der Insel begünstigt bzw. beschleunigt.
Dies wird durch Geoidanomalien bestätigt, in deren Zentrum Island liegt: Die Region um die Insel erhebt sich ca. 70 Meter über das geodätische Referenzellipsoid.
Eine alternative, umstrittene Theorie erklärt die Anomalie durch das Vorkommen einer größeren Menge Eklogit im oberen Erdmantel, der bei einer gegebenen Temperatur mehr Schmelze produziert als das Hauptmantelgestein Peridotit.

#### Seismische Aktivität
Durch das stetige Wachstum der Insel in westlicher und östlicher Richtung und dadurch entstehende Spannungen kommt es zu zahlreichen Erdbeben. Während es eine große Anzahl so genannter Mikroerdbeben gibt (auf der Halbinsel Reykjanes im Südwesten Islands bis zu zwei Dutzend täglich), kommen sehr starke Erdbeben seltener vor. Das stärkste bisher ermittelte Beben auf Island ereignete sich am 14. August 1784 im Südwesten der Insel und hatte eine Stärke von 8,0 auf der Richter-Skala. Dadurch kamen Berghänge ins Rutschen und neue Geysire entstanden. Etwa 500 Bauernhöfe wurden zerstört oder schwer beschädigt, einige Menschen sind ums Leben gekommen.
Auffallend ist, dass die Epizentren der Erdbeben hauptsächlich im südwestlichen und nördlichen Teil der Insel zu finden sind. Diese Häufung wird durch Transform-Störungen bzw. Blattverschiebungen des Mittelatlantischen Rückens erklärt, die sich in diesen Gebieten befinden. Dies sind durch Scherkräfte entstandene Dislokationen des MOR, d. h. eine Verschiebung von Teilen des MOR, welche den Rücken meist senkrecht gegenüber dem Streichen zerteilen. Solche Zonen sind als seismisch aktive Regionen bekannt und kommen nicht sehr häufig vor.

### Vulkanismus

Aktive Vulkanzone und Vulkansysteme in Island

Island ist eines der vulkanisch aktivsten Gebiete der Erde und hat deshalb einen reichen vulkanischen Formenschatz. Dies liegt einerseits an der Lage auf dem Mittelatlantischen Rücken, zum anderen am Island-Plume, der sich unter Island befindet.

#### Aktive Vulkanzone
Die aktive Vulkanzone Islands konzentriert sich entlang des Verlaufes der Plattengrenze bzw. der Zentralspalte des Mittelatlantischen Rückens, da hier frisches Magma aufquillt. Aktive Vulkane befinden sich in einer nur wenige Dutzend Kilometer breiten neovulkanischen Zone (mit Ausnahme der Vulkane auf Snæfellsnes), die in der Südhälfte aus zwei Ästen, in der Nordhälfte aus einem Streifen besteht. Alle drei Zonen laufen im Bereich des Vatnajökull zusammen.
Die alten Basaltfelder im Westen und Osten der Insel sind auf den tertiären Vulkanismus zurückzuführen. Durch das Wachstum Islands in Ost-West-Richtung wurden die dort existierenden Vulkane nach und nach von der Zentralspalte des MOR abgeschnitten und aufgrund der fehlenden Magmaförderung inaktiv. Das Gleiche gilt für die Graue Basaltformation der inaktiven Vulkanzone des Altpleistozäns.
Die ältesten Basalte des Pleistozäns sind den tertiären noch sehr ähnlich. Sie enthalten jedoch mehr Sedimente, Palagonite sowie moränenartige Einlagerungen (Tillite), welche die glaziale Aktivität auf Island dokumentieren.

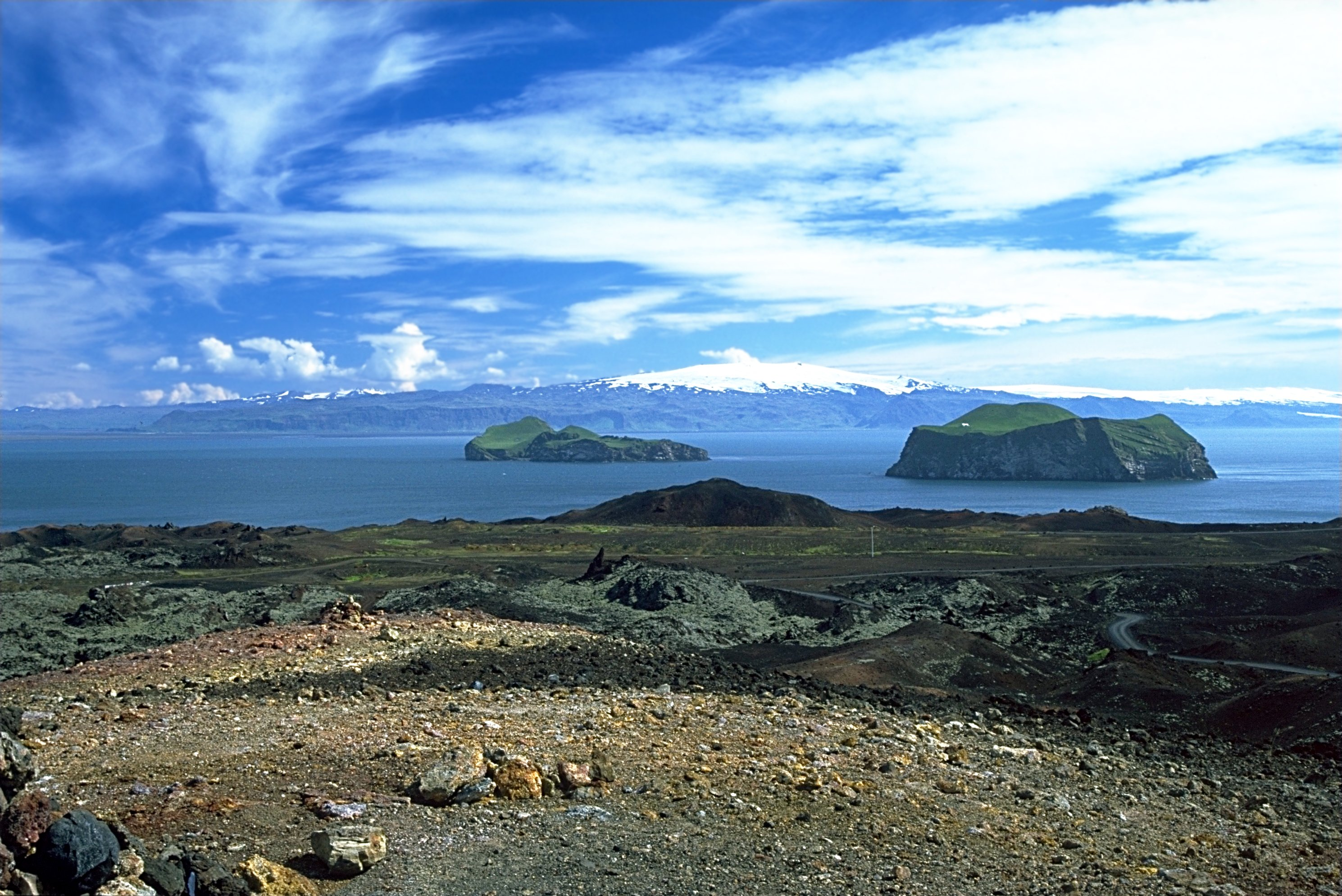
Der vergletscherte Vulkan Eyjafjallajökull gesehen von den ebenfalls vulkanischen Westmännerinseln

Die meisten aktiven Vulkane liegen im unbewohnten Isländischen Hochland. Gegenden, in denen man die vulkanische Aktivität besonders gut beobachten kann, sind z. B. Landmannalaugar im Süden oder die Krafla-Caldera im Norden der Insel. Viele der Vulkane haben vergletscherte Gipfel, so die folgenden (mit den Gletscheroberflächen):
1. Vatnajökull (8100 km²)
2. Langjökull (953 km²)
3. Hofsjökull (930 km²)
4. Mýrdalsjökull (595 km²)
5. Drangajökull (199 km²)
6. Eyjafjallajökull (107 km²)

Der Insel vorgelagert sind weitere Vulkaninseln (Heimaey, Surtsey u. a.).
Die bisher letzten Vulkaneruptionen fanden in den Jahren 2000 (Hekla), 2004 (Grímsvötn), 2010 (Eyjafjallajökull), 2011 (Grímsvötn), 2014 (Bárðarbunga) und 2021 (Fagradalsfjall / Krýsuvík) statt.
In den Lavafeldern befinden sich viele Höhlen und zwar sowohl in den Blocklavafeldern als auch in den Fladenlavafeldern, die auf Isländisch Hellishraun genannt werden, zu deutsch die Höhlenlava, was aber keine wissenschaftliche Bedeutung hat.

#### Pillowlaven, Schildvulkane und Tafelberge

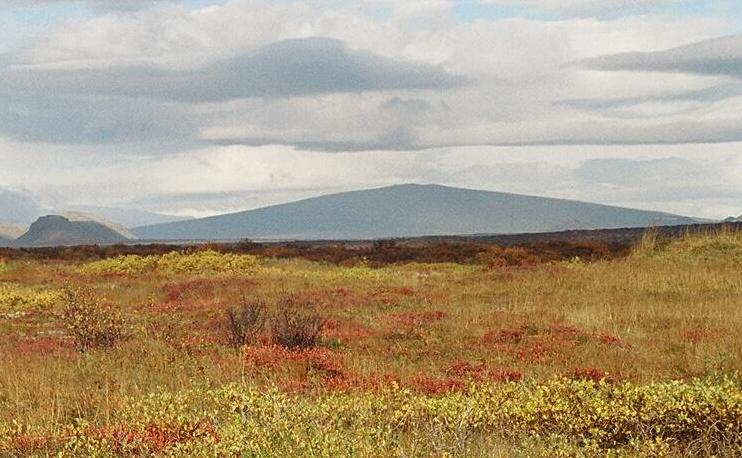
Skjaldbreiður

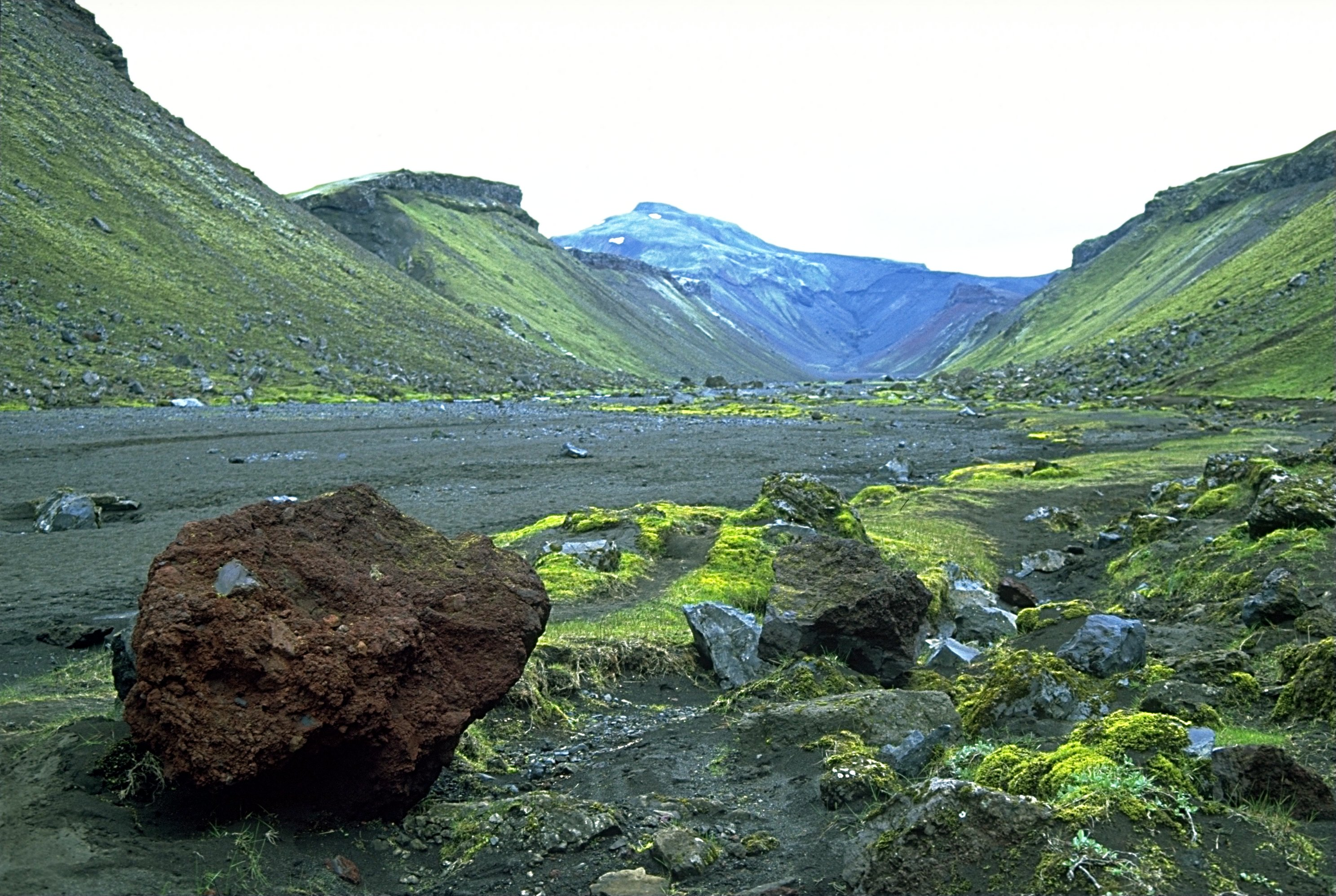
Eldgjá

Während der Kaltzeiten, als mehrere hundert Meter mächtige Gletscher Island unter sich begruben, bildete sich eine Sonderform des Vulkanismus aus. Dabei kam es meist zu effusiver Förderung von Magma, wobei durch die Hitze der Gletscher im Austrittsbereich des Magmas angeschmolzen wurde. Durch den hohen Druck des Eises und die schnelle Abkühlung durch den Wasserkontakt kam es zur Bildung von Kissenlaven (Pillowlava). Die entstehenden Pillowrücken sind heute beispielsweise an Sigalda in Südisland zu sehen. Setzte sich die Magmaförderung fort, verringerte sich der Druck nach und nach, und es entstand sogenannter Palagonittuff infolge von Ascheeruptionen. Durchbrach der Vulkan den Gletscher, entstand durch Effusivförderung ein Schildvulkan oberhalb des Eises. Schildvulkane fördern dünnflüssige Laven, welche sich großflächig verteilen. Schildvulkane haben deshalb eine Hangneigung von nur ca. 8° (z. B. Kjalhraun). Durchbrach die Lava den Eispanzer des Gletschers, so bildeten sich Basaltplateaus. Nach Abschmelzen des Gletschers blieb dann ein sogenannter Tafelvulkan mit seinen charakteristischen Steilwänden zurück (z. B. Herðubreið).

#### Spalteneruptionen und Kraterreihen
Auf Island sind jedoch auch viele andere Vulkanarten vertreten. Häufig sind unter anderem die Spalteneruptionen. Dabei wird entlang einer bis zu etlichen Kilometer langen Spalte Magma ausgeworfen. Dies geschah so z. B. bei der 30 km langen Vulkanspalte Eldgjá im Jahre 930.
Nach und nach konzentriert sich die Auswurftätigkeit meist auf bestimmte Stellen. Hier bilden sich kleine Kegel, die in der Folge ganze Ketten von Vulkanen bilden, sogenannte Kraterreihen, wie beispielsweise die Lakispalte im Süden Islands, wo im Jahre 1783 auf einer Länge von ca. 25 km eine Kraterkette mit über hundert Schloten entstand.

#### Weitere Vulkanarten

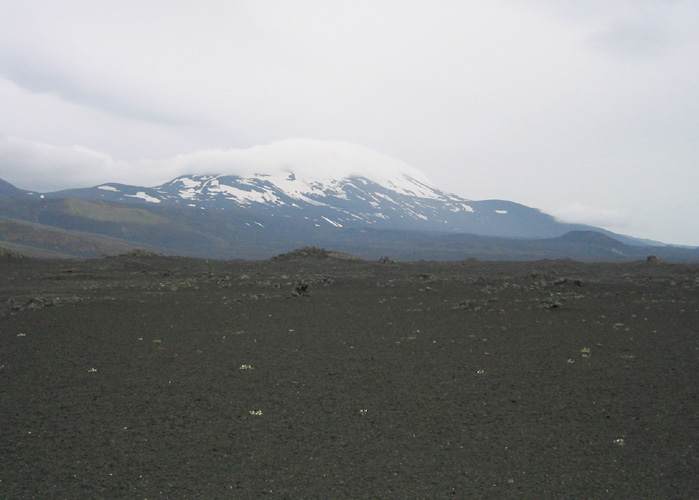
Hekla

Stratovulkane existieren auf Island nur in sehr kleiner Zahl. Sie fördern große Mengen rhyolitischer Aschen und haben eine typische Kegelform (z. B. Snæfellsjökull).
Der Vulkan Hekla hat eine einzigartige Form und gilt als Mischung zwischen einem Spaltenvulkan und einem Stratovulkan.
Auch Tuffringe sind auf Island zu finden. Sie entstanden durch ein einmaliges Ausbruchsereignis, einer phreatomagmatischen Explosion, bei der Lava mit Wasser in Kontakt kam. Das berühmteste Beispiel dieser Kraterart ist der Hverfjall am See Mývatn.
Die auf Isländisch so genannten Eldborgir (Feuerburg) sind Schweißschlackenkegel, die manchmal einzeln, wie der Eldborg í Hnappadal, aber auch häufig in Reihen zusammen mit Schlackenkegeln auf einer Vulkanspalte stehen, wie in dem vulkanischen Gebirgszug der Bláfjöll bei Reykjavík, bei den Kratern der Veiðivötn oder den Laki-Kratern.

#### Geysire

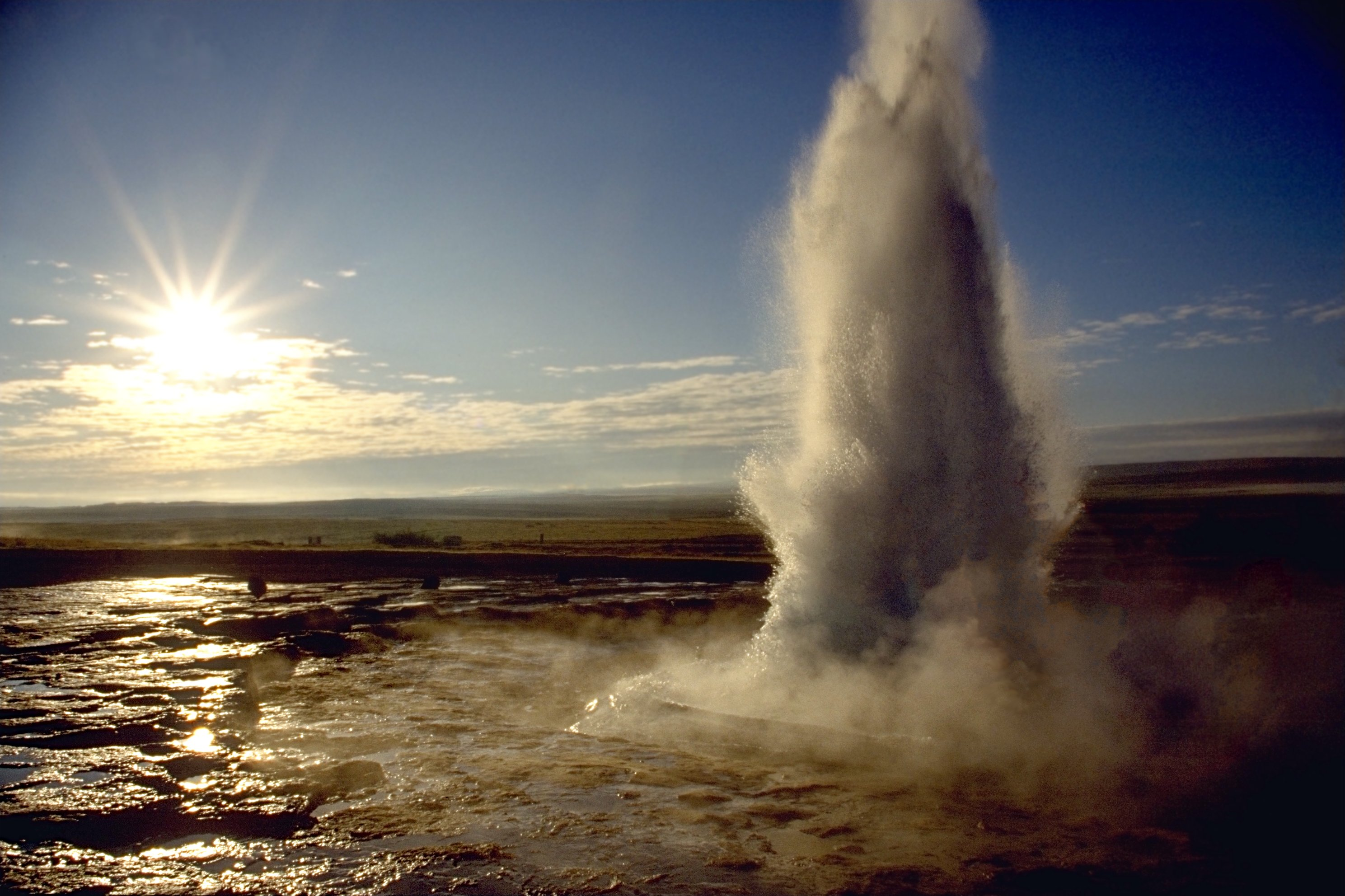
Strokkureruption

Ein weiteres Phänomen der vulkanischen Aktivität auf Island sind die Geysire und heißen Quellen. Auf Island gibt es ca. 600 größere heiße Quellen.
Springquellen, die Geysire genannt werden (isländisch: geysa – wirbeln, strömen), entstehen, wenn sie einen verhältnismäßig engen Eruptionskanal haben. Durch Magma aufgeheiztes Sickerwasser wird aufgrund des Drucks der Wassersäule im Eruptionskanal auf weit über 100 °C aufgeheizt. Einzelne Blasen steigen auf, und pressen einen Teil des Wassers heraus. Dadurch fällt der Druck ab und das überhitzte Wasser verwandelt sich schlagartig in Wasserdampf. Die folgende Eruption kann das Wasser bis weit über hundert Meter in die Luft schleudern. Solche hohen Ausbrüche sind jedoch selten. Geysire existieren meist nicht über längere Zeit, da der Eruptionskanal durch Erdrutsche oder Erdbeben leicht verschüttet werden kann oder durch die Eruptionstätigkeit der Kanal verbreitert wird und deshalb nicht mehr genügend Druck aufgebaut werden kann. Der Geysir wird dann zu einer heißen Quelle. Andererseits entstehen sie oft auch durch Erdbebentätigkeit und Aufbrechen neuer Spalten.
Die bekanntesten Geysire Islands sind der Strokkur-Geysir und der Große Geysir.

### Der Einfluss des Wassers

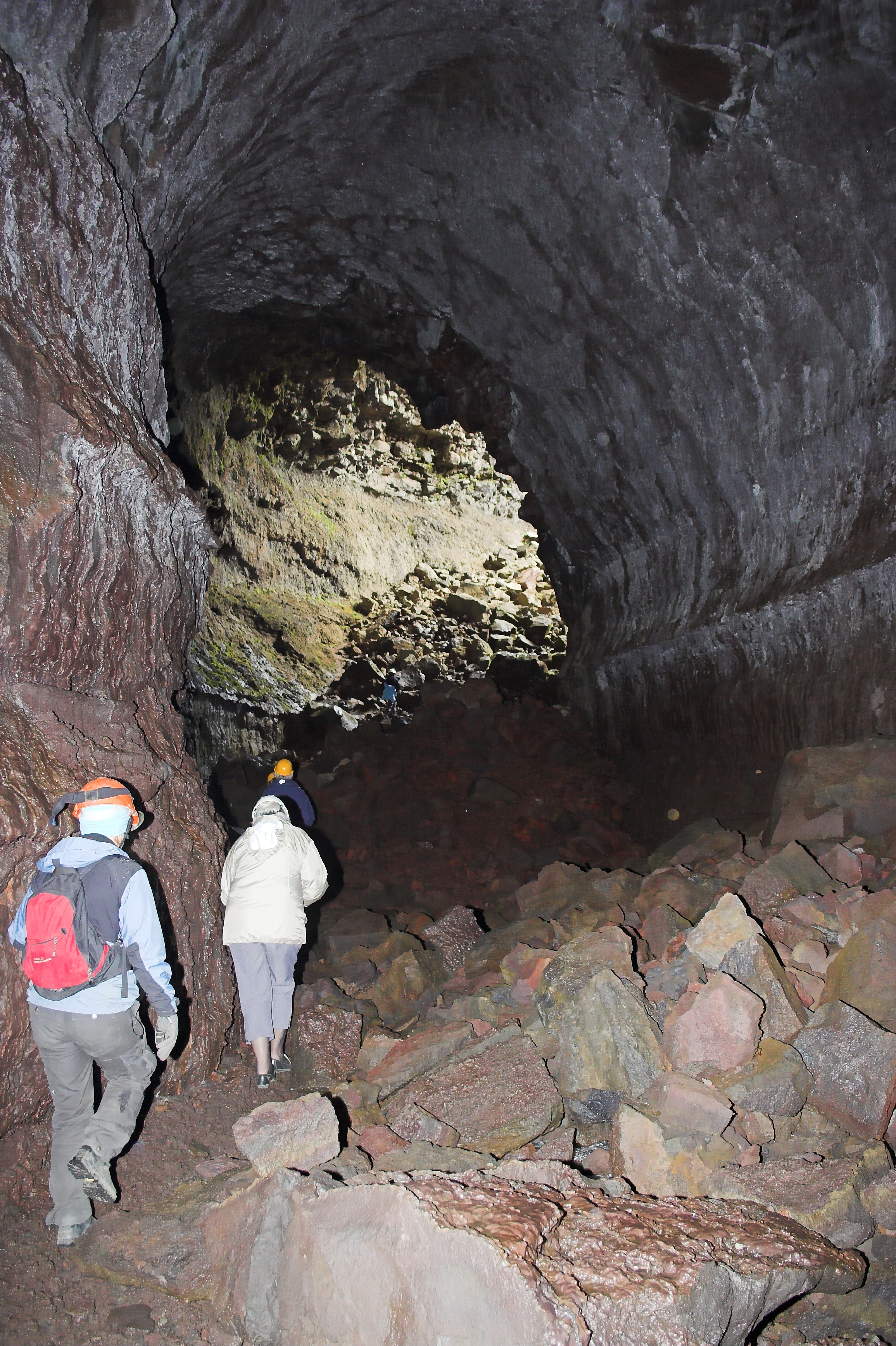
Die Höhle Viðgelmir im Lavafeld Hallmundarhraun, Arnarvatnsheiði, Westisland

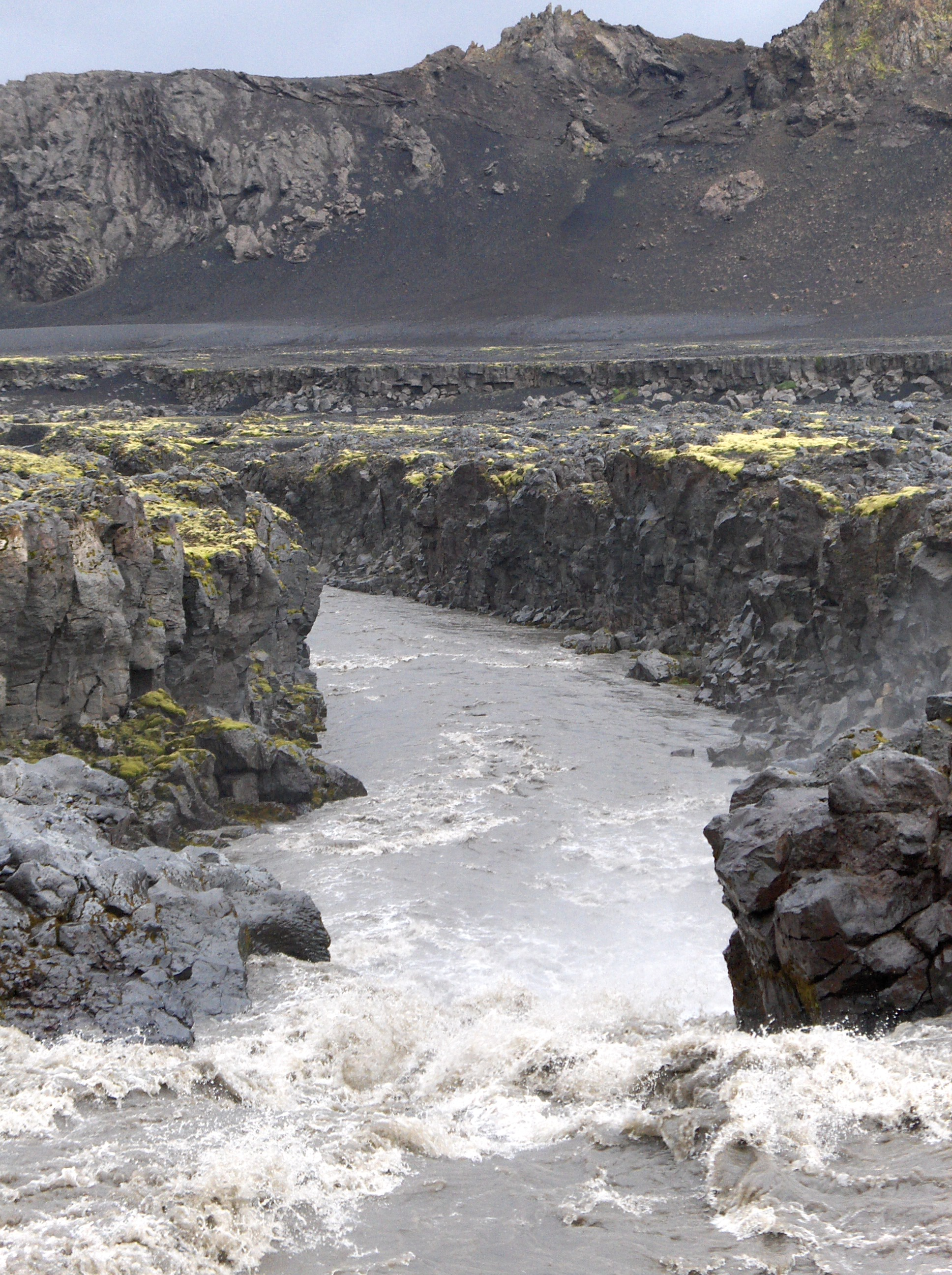
Innri-Emstruá in Südisland

#### Gletscher
Island wird immer wieder die Insel aus Feuer und Eis genannt. Nicht zu Unrecht, denn neben den 33 aktiven Vulkansystemen sind es verschiedenste Formen von Wasser und darunter nicht zuletzt die Gletscher der Insel, die diese geprägt haben.

##### Kälte- und Wärmeperioden

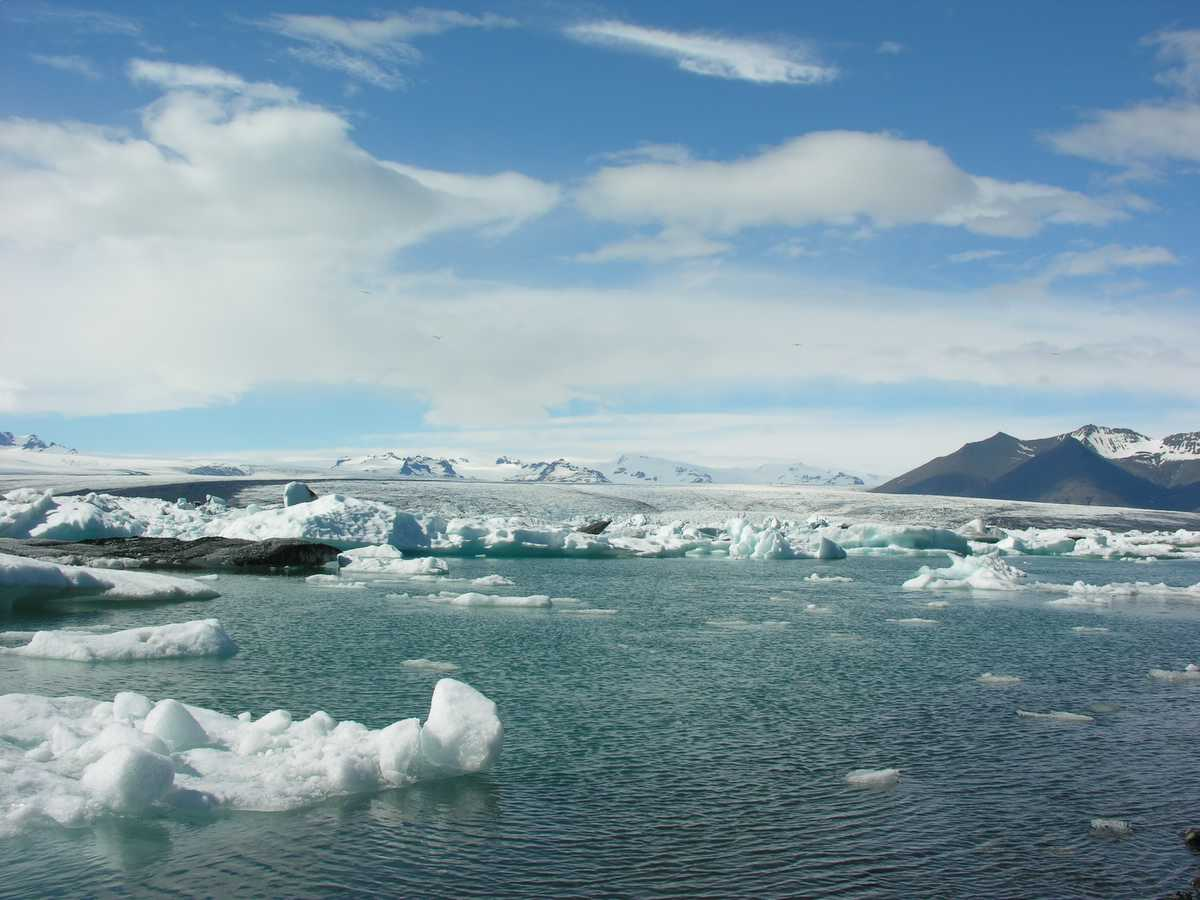
Breiðamerkurjökull mit Jökulsárlón

Die Gletscher der letzten Eiszeit ruhten bis vor 10.000 Jahren auf Island. Allerdings gab es auch da schon beträchtliche Klimaschwankungen, so dass sich die Gletscher in den Kaltzeiten ausdehnten, in den Warmzeiten hingegen schmolzen. Während der Kaltzeiten war das ganze Land mit Eisschichten bedeckt, die bis zu 2000 m dick waren. Von vor etwa 10.000 bis vor 2.500 Jahren war das Klima dann recht milde, wärmer als gegenwärtig, und die Eisschicht schmolz. Dann wurde es aber relativ schnell wieder kälter und die heutigen Inlandseisschilde wie der Vatnajökull entstanden.
Während der Kolonisierung des Landes im 9. und 10. Jahrhundert war es wiederum etwas wärmer als heute. Danach gab es wieder eine Kälteperiode vom 13. bis Ende des 19. Jahrhunderts, die man heute als Kleine Eiszeit bezeichnet.

##### Gletschererosion
Die Gletscher sind immer in Bewegung. Sie schreiten und fließen vorwärts und dabei schaben sie unablässig am Gestein unter sich. Sie erodieren Berge auf diese Weise und schufen so etwa die Trogtäler in der Gegend von Akureyri oder die Kare in den Wänden der Westfjorde.
Auch die Täler schmaler Seen wie des Skorradalsvatn und die der Fjorde wurden von den Gletschern geformt.
Die Fjorde sind immer Richtung Landinneres tiefer, weil hier die Gletscher länger und schwerer ruhten und daher ihre Erosionskraft stärker wirken konnte.

##### Gegenwärtige Situation
Derzeit sind ca. 8 % des Landes von Gletschern bedeckt, deren Oberfläche aufgrund der globalen Erwärmung schrumpft, so wie viele Gletscher auf der Welt. Zum Beispiel verlor der größte isländische Gletscher Vatnajökull mehr als 10 % seines Volumens in den letzten 100 Jahren. Man vermutet, dass dies stärkere vulkanische Aktivität zur Folge haben könnte, weil die Eisdecke auf den Vulkanen dünner wird und sich das Land hebt, wobei neue Spalten und Öffnungen entstehen, durch die Magma hochsteigen kann. Ähnliche Erscheinungen sind vom Ende der Eiszeit – in Island vor ca. 10.000 Jahren – bekannt.

#### Flüsse

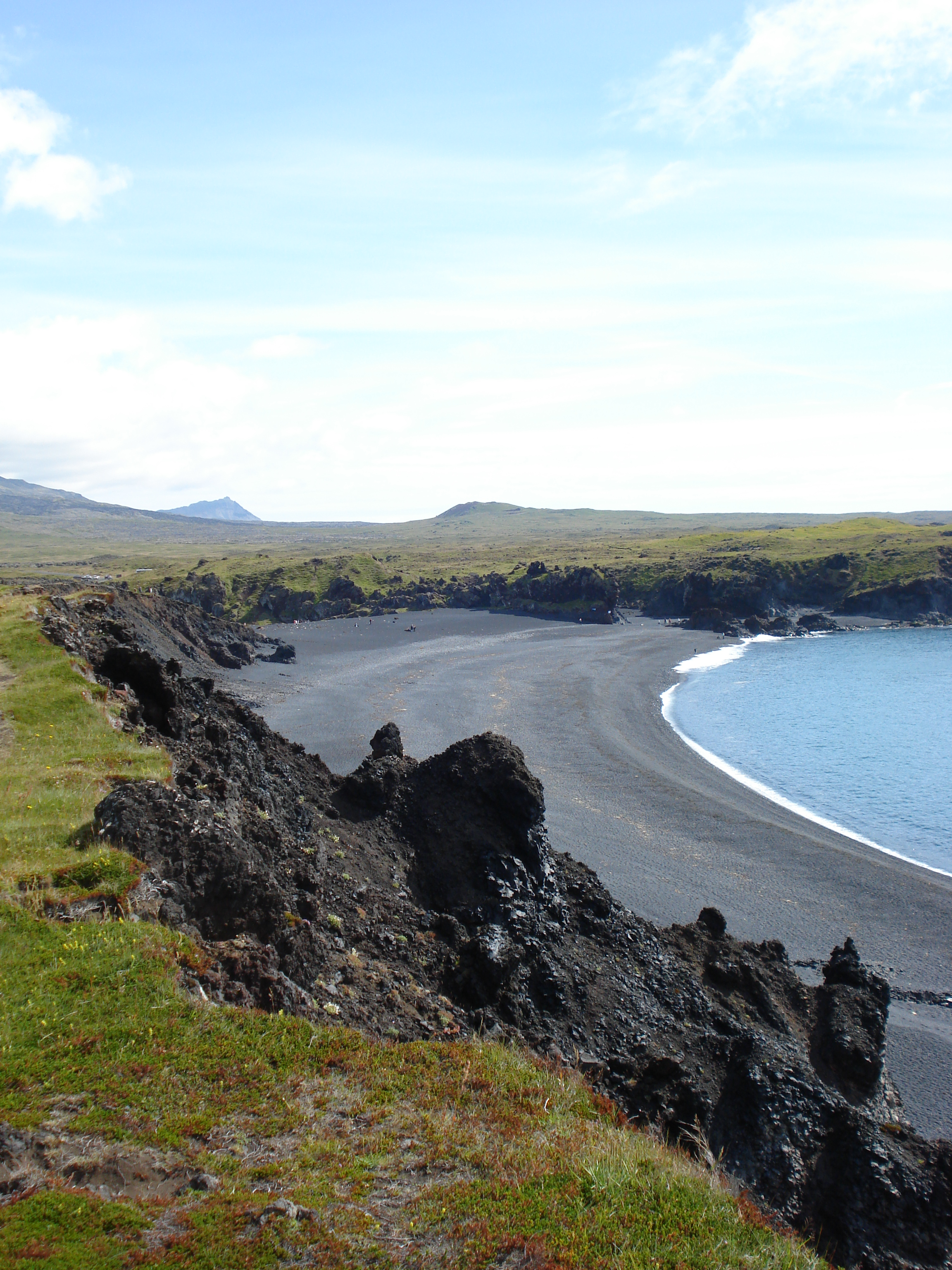
Djúpalónssandur auf Snæfellsnes

Auch die Flüsse haben Island geprägt, denn auch sie erodieren durch die Kraft des strömenden und reißenden Wassers die Erde.
Das zeigt sich etwa an Wasserfällen wie dem Gullfoss, der sich in Spalten, die durch die tektonischen Bewegungen entstanden waren, regelrecht hineingefressen und sie erweitert und beträchtlich vertieft hat.
Man unterscheidet bei den Flüssen drei Grundarten: die Quellflüsse, deren Wasserspiegel mehr oder weniger gleichmäßig hoch ist, wie bei der Hvítá im Borgarfjörður; die Gletscherflüsse wie die Skeiðará, deren Wasserspiegel sehr starken Schwankungen unterworfen ist, besonders im Sommer, aber auch aufgrund vulkanischer Einflüsse; die Sammelflüsse, die vor allem das Wasser anderer Bäche und Flüsse aufnehmen und besonders bei Tauwetter stark anschwellen können, wie etwa Norðurá im Borgarfjörður.
Besonders starke Erosionskraft haben die Gletscherflüsse. So transportierte die Skeiðará bei dem bekannten Gletscherlauf 1996 auch riesige Mengen an Geröll mit sich und verschob die Küstenlinie hinaus ins Meer. Flüsse tragen so nicht nur ab, sie bauen auch auf.

#### Meer
Der Nordatlantik rund um Island hat eine gewaltige Kraft. Wellen können sich vor der Südküste bis zu 20 m hoch auftürmen.
So kann man etwa bei Dyrhólaey beobachten, wie die Felsen des Kaps von Jahr zu Jahr mehr vom Meer angenagt und abgeschliffen werden. Das Meer hat Küstenlinien in die Berge geprägt: Im Süden des Landes sieht man allenthalben ehemalige Kaps. Die Flussablagerungen jedoch haben die Küstenlinie dann später wieder in die entgegengesetzte Richtung verschoben.
Aber auch das Meer baut nicht nur ab, sondern auf. Gut beobachten lässt sich dies etwa an den vielen Eyri genannten Halbinseln in den Westfjorden. Dort wurden Sandbänke angeschwemmt, auf denen heute eine Vielzahl von Orten wie Þingeyri oder Flateyri stehen.

### Winderosion in Island
Die Lage der Insel Island im Nordatlantik bedingt besondere klimatische Verhältnisse. Das bedeutet, dass das Land auch speziell von Stürmen geprägt wird und wurde.
Man kämpft hier gegen ständige Bodenerosion, wobei der Sturm so stark werden kann, dass er sogar den Asphalt auf den Straßen regelrecht hochklappt oder, zu kleinsten Partikeln zermahlen, hinwegfegt.
Besonders in Gegenden, wo die Böden und der Bewuchs durch Überweidung oder Einfluss von Wasser und Vulkanismus ohnehin schon angegriffen sind, haben die Winde leichtes Spiel. Sie trugen und tragen zum wüstenhaften Aussehen weiter Landstriche vor allem im Inselinneren bei.
Man sieht das etwa, wenn man die Insel von Norden nach Süden auf einer der Hochlandpisten wie der Sprengisandur durchquert, aber auch auf der Ringstraße im Hochland bei Möðrudalur.

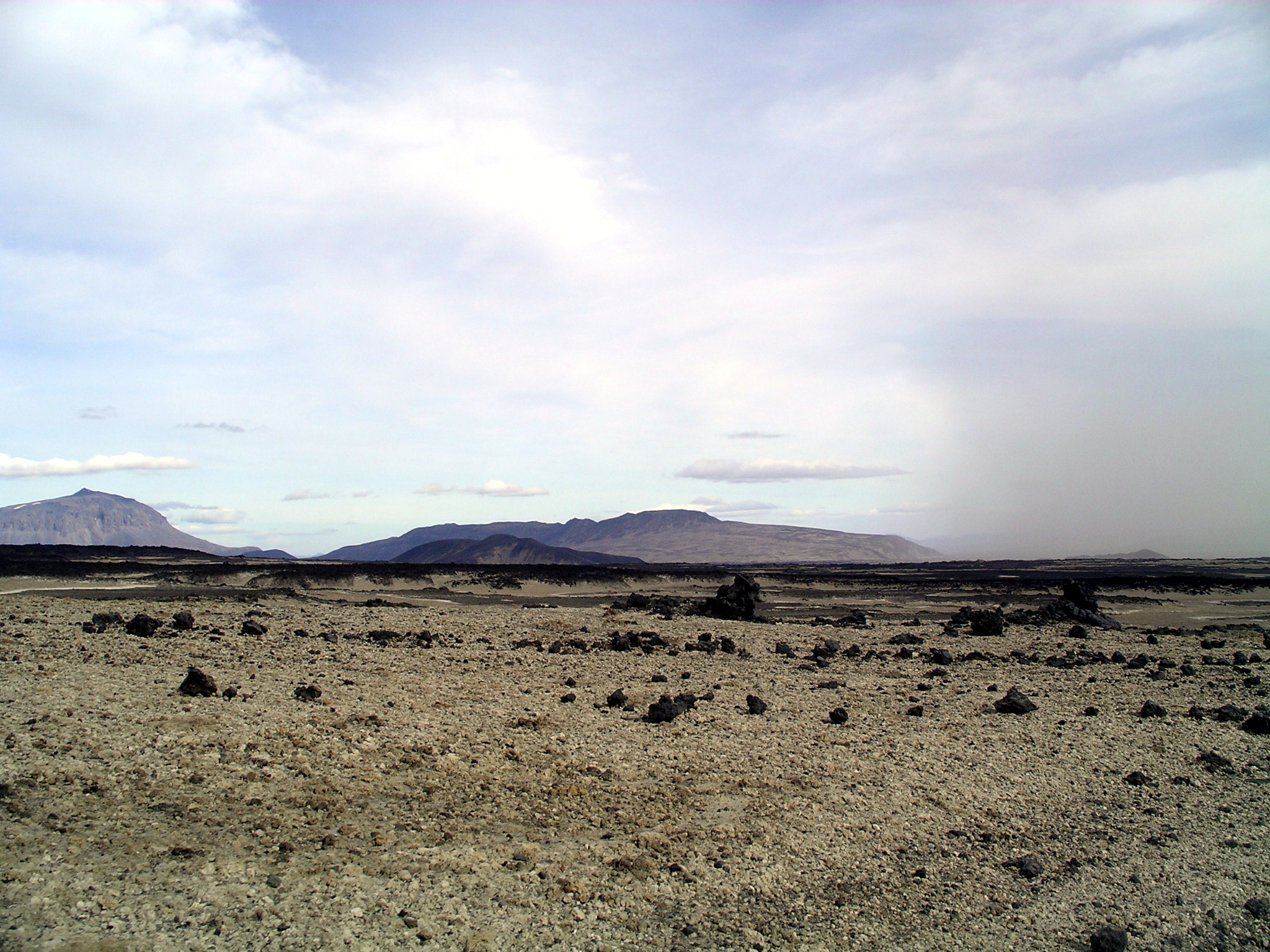
Sandsturm

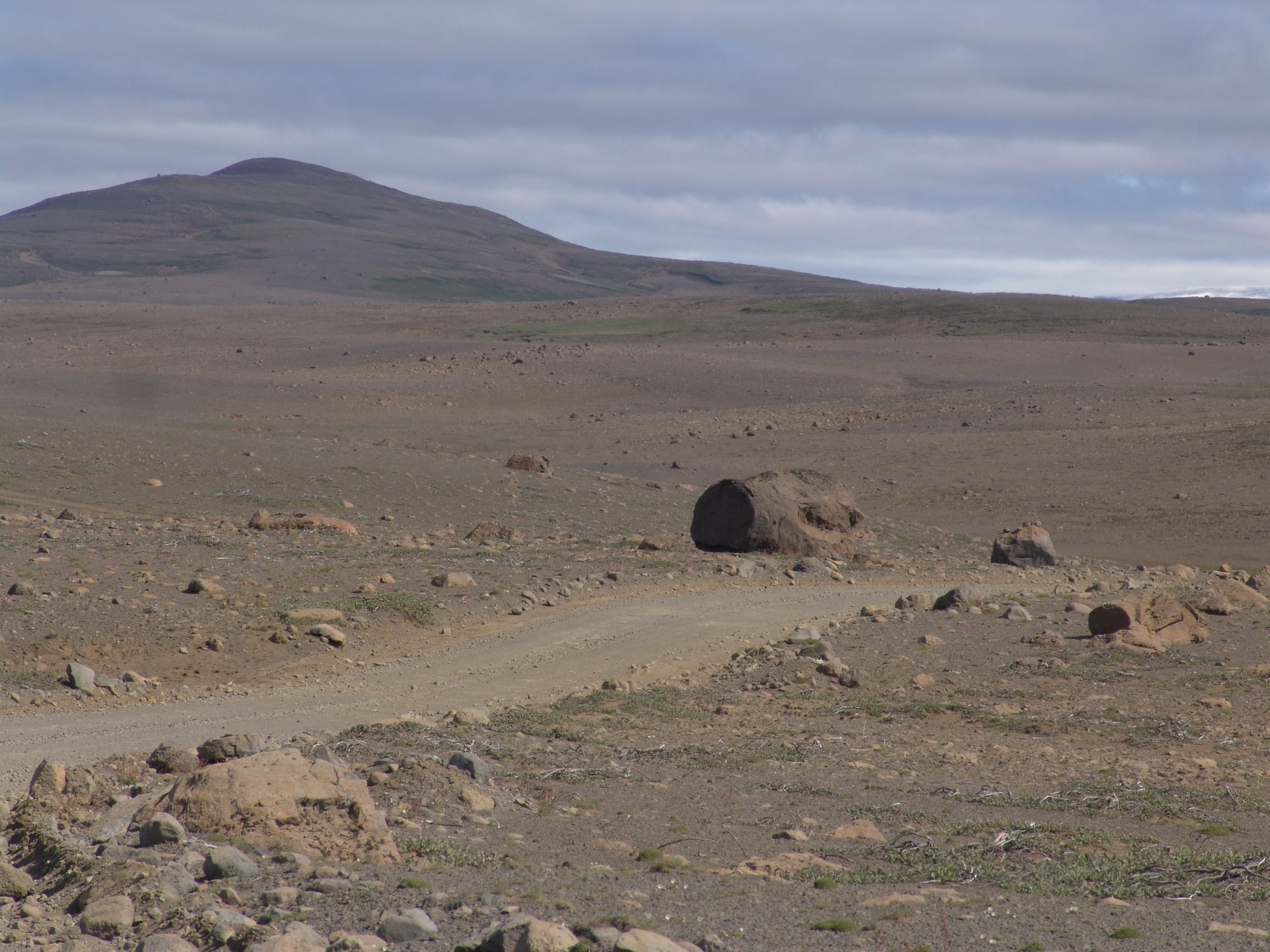
Wüstenhafter Landstrich – Folge der Erosion

Am bedeutendsten ist die Winderosion auf den Sanderebenen, wo die Gletscherflüsse wie etwa die Skeiðará, der Kúðafljót oder die Jökulsá á Fjöllum ständig Ablagerungen nachliefern. In längeren Trockenperioden kann es daher z. B. auf dem Mýrdalssandur oder in der Wüste Möðrudalsöræfi zu Sandstürmen kommen. Der Sand wird manchmal dabei Hunderte von Kilometern durch die Luft getragen und kann etwa im Borgarfjörður plötzlich zu recht diesiger Luft beitragen.
Die Winderosion kann allerdings auch vor allem Palagonitfelsen zu recht interessanten Formen verhelfen wie man z. B. in der Þórsmörk sehen kann.
Dünen gibt es in Island kaum, höchstens an Stränden.
Ein auffallendes Merkmal der Winderosion und damit der Zerstörung fruchtbaren Bodens sind in Island die sogenannten Rofaborð (isl. rof „Erosion“, rofaborð „Erosionstisch“). Hier wurde bereits (aufgrund anderer Erosionseinflüsse) brüchiger Boden vom Wind noch weiter ausgehöhlt. Das Ergebnis ist eine wie angefressen aussehende Bodenwelle, die nur ganz oben noch etwas Gras trägt.